# Aryan Simhadri
Aryan Simhadri (né le 6 mai 2006), est un acteur américain surtout connu pour son rôle de Grover Underwood dans la série Disney+ Percy Jackson and the Olympians,,,.
En 2021, Simhadri a joué Walter dans la production off-Broadway de Trevor: The Musical.

## Filmographie
Sauf indication contraire, les informations mentionnées dans cette section peuvent être confirmées par les bases de données cinématographiques IMDb et Allociné,  présentes dans la section « Liens externes ».

### Télévision
- 2019 : Une famille imprévisible : Norvin Schnuckle
- 2020 : Mira, détective royale : Dhruv Sharma
- 2021 : Adventure Time: Distant Lands :
- 2023 : Percy Jackson et les Olympiens : Grover Underwood

### Cinéma
- 2020 : Le Catcheur masqué : Riyaz
- 2020 : Bob l'éponge, le film : Éponge en eaux troubles :
- 2021 : Spin : Rohan Kumar[7]
- 2022 : Treize à la douzaine : Haresh Baker